# Mika Väyrynen (Musiker)
Mika Väyrynen (* 7. Oktober 1967 in Helsinki, Finnland) ist ein Akkordeon-Virtuose. Er studierte am Konservatorium von Tampere, an der Sibelius-Akademie in Helsinki und am Gustave-Charpentier-Konservatorium in Paris bei Max Bonnay. Seinen Abschluss als Master erhielt er 1992 und promovierte 1997.
1989 hat er den ersten Preis im Coupé Mondiale gewonnen.
Mika Väyrynen ist vor allem spezialisiert auf die Interpretation klassischer und moderner Literatur für Akkordeon, vor allem auch von Transkriptionen, hier wandelt er in den Fußstapfen der großen russischen Akkordeonisten, allerdings mit dem bescheideneren finnischen Gestus. Seine Spezialität ist die leichtfüßige Interpretation schwierigsten musikalischen Materials und die überzeugende Interpretation auch von Transkriptionen großer Orchesterliteratur auf dem Akkordeon.
Neben seiner Konzerttätigkeit veranstaltet er internationale Workshops und ist auch als Dozent an der Sibelius-Akademie in Helsinki tätig.